# FMA Pulqui II
FMA I.Ae. 33 Pulqui II – zaprojektowany w 1950 roku argentyński samolot myśliwski.

## Historia
Samolot został zaprojektowany przez emigranta z Niemiec, dawnego głównego konstruktora Focke-Wulfa – Kurta Tanka, który w pracach koncepcyjnych wykorzystał swoje doświadczenia związane z opracowaniem Ta-183. Prototyp został oblatany 27 czerwca 1950 r. Zbudowano dwa egzemplarze samolotu, które wykorzystano do badań w locie, oba zostały utracone w wypadkach lotniczych. Planowano budowę trzeciego egzemplarza z mocniejszym silnikiem ale ostatecznie zrezygnowano z rozwijania projektu.

## Konstrukcja
Jednosilnikowy samolot myśliwski w układzie górnopłatu o konstrukcji metalowej. Skrzydło o skosie 40° i ujemnym wzniosie, wyposażone w lotki i klapy. Kadłub o przekroju kołowym, w przedniej części mieścił uzbrojenie złożone z czterech działek kal. 20 mm i kabinę pilota wyposażoną w fotel katapultowy i osłoniętą kroplową dwuczęściową osłoną. W centralnej części kadłuba był umieszczony silnik turboodrzutowy Rolls-Royce Nene2 z dwustopniową sprężarką odśrodkową. Kadłub był zakończony usterzeniem w kształcie litery T. Podwozie trójpunktowe z kółkiem przednim.